# Thinley Dorji
Thinley Dorji (ur. 20 listopada 1950)  – bhutański łucznik, olimpijczyk.
Wziął udział w Letnich Igrzyskach Olimpijskich 1984 w Los Angeles, gdzie odpadł w rundzie wstępnej. Ostatecznie zdobył 2298 punktów, przez co został sklasyfikowany na 53. miejscu, wyprzedzając dziewięciu zawodników.
Cztery lata później w Seulu również odpadł w rundzie wstępnej. Ostatecznie zdobył 1144 punkty, przez co został sklasyfikowany na 73. miejscu (wyprzedził 11 zawodników). Wraz z Jigme Tsheringiem i Pemą Tsheringiem sklasyfikowany został w zawodach drużynowych, w których Bhutan zajął ostatnie 22. miejsce.
Reprezentował swój kraj także na azjatyckich turniejach, w tym na turnieju Thai International Archery Tournament w 1985, w którym Bhutan zajął drugie miejsce (wśród pięciu państw).
W Los Angeles Dorji był chorążym reprezentacji Bhutanu podczas ceremonii otwarcia igrzysk.